# Oxybelus
Oxybelus ist eine Gattung der Grabwespen (Spheciformes) aus der Familie Crabronidae. Es sind etwa 215 Arten bekannt, die weltweit, mit Ausnahme von Australien verbreitet sind. In Europa kommen 25 Arten vor.

## Merkmale
Die Arten der Gattung sind mit 4 bis 11 Millimetern verhältnismäßig klein und haben einen gedrungenen Körperbau. Viele Arten haben eine gelbe oder weißliche Zeichnung am Hinterleib. Die Flügeladerung ist reduziert, die einzige Submarginal- und Diskoidalzelle sind miteinander verwachsen. An den Seiten des Schildchens (Scutellum) befinden sich zwei lappenförmige, häufig durchsichtige Fortsätze. Das Propodeum hat einen langen rinnenartigen Fortsatz (Mucron), der nach hinten gerichtet ist. Der Rand der Stirnplatte (Clypeus) ist beim Männchen vorne mit drei Zähnen versehen, beim Weibchen sind es häufig nur zwei kleine an den Seiten. Die Ausdehnung der Hinterleibszeichnung, die Punktierung und auch die Form des Mucron sind auch innerhalb derselben Population sehr variabel. Die Artbestimmung ist meistens sehr schwierig.

## Lebensweise
Die europäischen Arten besiedeln vor allem trockene und temperaturbegünstigte, sandige Lebensräume. Die Weibchen legen ihre Nester im Sand an. Sie graben mit Scharrbewegungen der Vorderbeine und richten dabei ihren Hinterleib häufig steil nach oben. Es gibt auch Arten die ihre Mandibeln zur Hilfe nehmen und Aushub zwischen Mandibeln und Vorderbeinen im Rückwärtsgang wegschleppen. Die Nester bestehen aus einer oder mehreren Zellen, die sechs bis zehn Zentimeter tief im Boden liegen. Die Brut wird mit verschiedenen Fliegenarten versorgt, wobei der Schwerpunkt bei den Echten Fliegen (Muscidae) liegt. Die Weibchen stechen ihre Beute in die Hüftgelenke, die Unterseite des Thorax oder in den Flügelansatz. Transportiert wird sie so aufgespießt, in Rücken- oder Halbseitenlage im Flug. Die Beute wird zumindest bei manchen Arten durch Krümmen der Hinterleibsspitze an den Hinterleib gepresst. Auch können die Tarsen der Hinterbeine zusätzlich zum Halten verwendet werden. Es gibt jedoch auch Arten die ihre Beute nicht mit dem Stachel, sondern klassisch mit den Beinen festhaltend transportieren. Wird das Nest verlassen wird der Nesteingang so verschlossen, dass er nicht mehr erkennbar ist. Von einigen amerikanisch verbreiteten Arten ist jedoch bekannt, dass sie den Nesteingang nicht verschließen.
Die Weibchen jagen im Flug getarnt durch die Vegetation oder auf freien Flächen wie etwa Baumstämmen. Sie nähern sich bis auf ein bis zwei Zentimeter an ihr Opfer und springen ihm sodann auf den Rücken und versuchen den Stachel seitlich in das Opfer zu stechen. Die Überwältigung erfolgt blitzartig und wild, aber sehr gezielt. Das Gift der Oxybelus-Arten wirkt sofort und anhaltend.
Die Männchen einiger amerikanischer Arten bewachen die Nester und verteidigen es gegenüber anderen Männchen, aber auch gegenüber Parasiten, wie Goldwespen und Fleischfliegen. Die Nester sind jedoch auch im verschlossenen Zustand nicht vor Parasiten sicher. Es gibt solche, die sich durch den Sand in das Nest wühlen, um ihr Ei abzulegen, aber auch aus der eingebrachten Beute selbst können Larven schlüpfen, die die Brut töten. Es gibt neben den Echten Fliegen auch Parasitoide aus den Gruppen der Spinnenameisen und Erzwespen.
Die Imagines der Oxybelus-Arten fliegen häufig Blüten, vor allem von Doldenblütlern an.

## Arten in Europa
- Oxybelus argentatus Curtis, 1833
- Oxybelus aurantiacus Mocsary, 1883
- Oxybelus bipunctatus Olivier, 1812
- Oxybelus cocacolae P. Verhoeff, 1968
- Oxybelus diphyllus (A. Costa, 1882)
- Oxybelus dissectus Dahlbom, 1845
- Oxybelus dusmeti Mingo Perez, 1966
- Oxybelus fischeri Spinola, 1839
- Oxybelus haemorrhoidalis Olivier, 1812
- Oxybelus hastatus Fabricius, 1804
- Oxybelus lamellatus Olivier, 1811
- Oxybelus latidens Gerstaecker, 1867
- Oxybelus latro Olivier, 1812
- Oxybelus lineatus (Fabricius, 1787)
- Oxybelus maculipes F. Smith, 1856
- Oxybelus mandibularis Dahlbom, 1845
- Oxybelus mucronatus (Fabricius, 1793)
- Oxybelus occitanicus Marquet, 1896
- Oxybelus polyacanthus A. Costa, 1882
- Oxybelus quatuordecimnotatus Jurine, 1807
- Oxybelus spectabilis Gerstaecker, 1867
- Oxybelus subspinosus Klug, 1835
- Oxybelus trispinosus (Fabricius, 1787)
- Oxybelus uniglumis (Linnaeus, 1758)
- Oxybelus variegatus Wesmael, 1852

## Belege